# Красильников, Денис Владимирович
Дени́с Влади́мирович Краси́льников (25 июля 1973, Казань — 7 июля 2024, Прага) — российский режиссёр документального кино. Известен главным образом фильмом «Война непрощённых» (2015) — о татарах, служивших в легионе вермахта «Идель-Урал».

## Биография
Денис Красильников родился 25 июля 1973 года в Казани. Наполовину татарин.
Умер 7 июля 2024 года в Праге.

### Семья и родственные связи
- Жена (разведены) — Фарида Курбангалеева (род. 1979), российская журналистка, телеведущая, блогер[2].
  - Дочь — София Денисовна Красильникова (род. 2003).
  - Дочь — Адель Денисовна Красильникова (род. 2014).

## Награды и премии
- 2015 — лауреат Казанского международного фестиваля мусульманского кино в номинации «Лучший полнометражный документальный фильм» (фильм «Война непрощённых»)[1][3][2]
- 2015 — включён казанским глянцевым журналом «Собака.ru» в список номинантов премии «Топ-50. Самые знаменитые люди Казани»[3]

## Фильмография
- 2010 — Монахи, приговорённые к смерти
- 2011 — Маленькие гиганты большого кино
- 2011 — Звёздные вдовы
- 2012 — Анжелика Балабанова. Русская жена для Муссолини
- 2014 — Незаметные герои неизвестной войны
- 2015 — Война непрощённых
- 2016 — Ренат Акчурин. Близко к сердцу
- 2018 — Вслед за эхом

## Интервью
- Кашапов, Радиф. ТОП-50: Денис Красильников. Собака.ru (2015). Дата обращения: 11 декабря 2024.